# Erislandy Savón
Erislandy Savón Cotilla (21 de julho de 1990) é um pugilista cubano, medalhista olímpico. 

## Carreira
Erislandy Savón sobrinho do lendário Félix Savón, competiu na Rio 2016, na qual conquistou a medalha de bronze agora no peso pesado.